# Garyotvaré
Garyotvaré (Garryales) je malý řád vyšších dvouděložných rostlin.

## Charakteristika
Zástupci řádu jsou dřeviny se vstřícnými nebo střídavými listy. Všechny druhy jsou dvoudomé. Květy jsou nenápadné, často větrosprašné, někdy s redukovaným okvětím nebo bezobalné. Tyčinek je 4 až 12. Semeník je svrchní nebo spodní, srostlý ze 2 až 3 plodolistů nebo monomerický (z jediného plodolistu).
Řád obsahuje pouze 2 čeledi (garyovité – Garryaceae a gumojilmovité – Eucommiaceae), 3 rody a asi 18 druhů, vyskytujících se v Severní a Střední Americe a ve východní Asii.

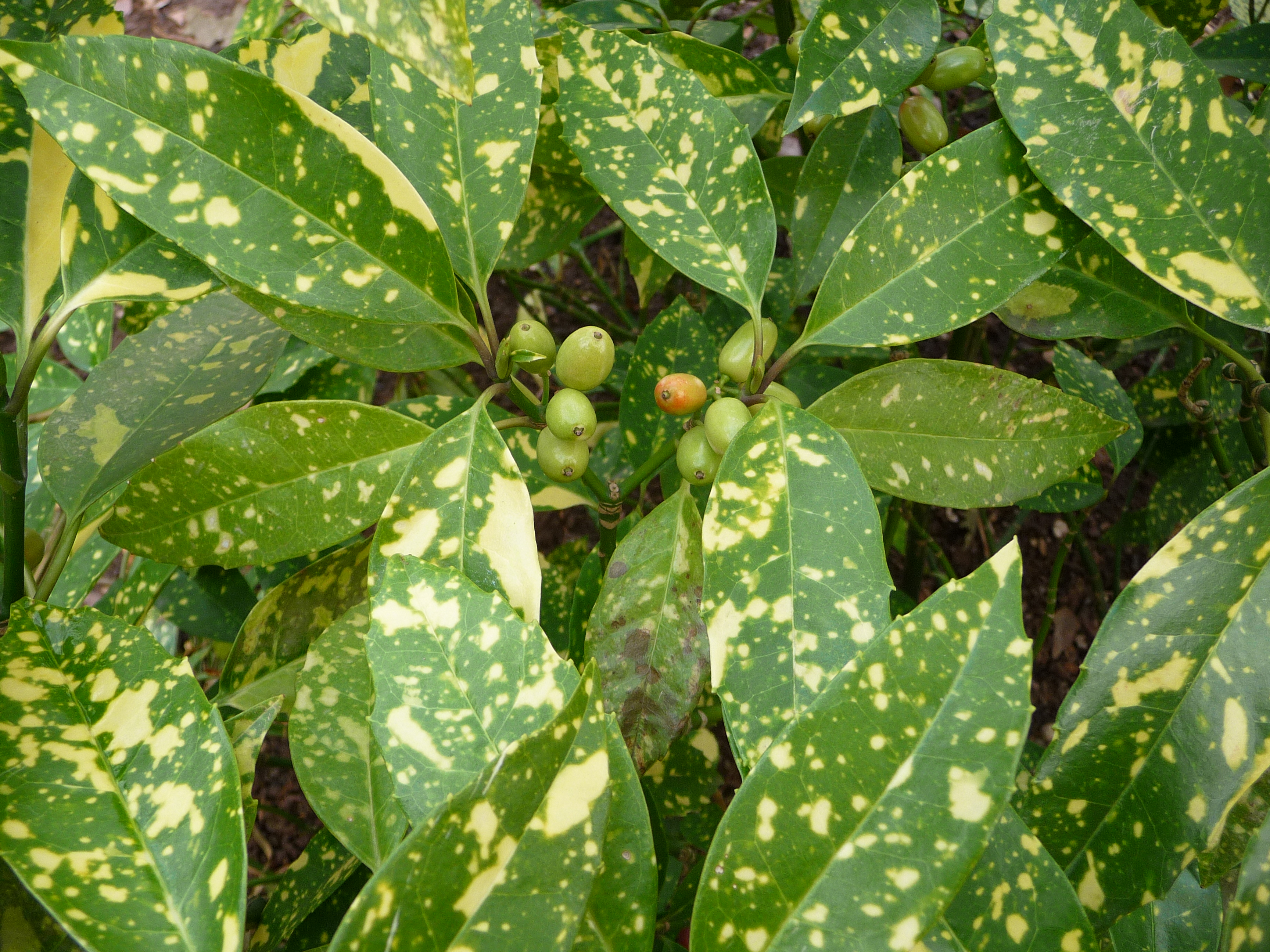
Aucuba japonica 'Variegata'
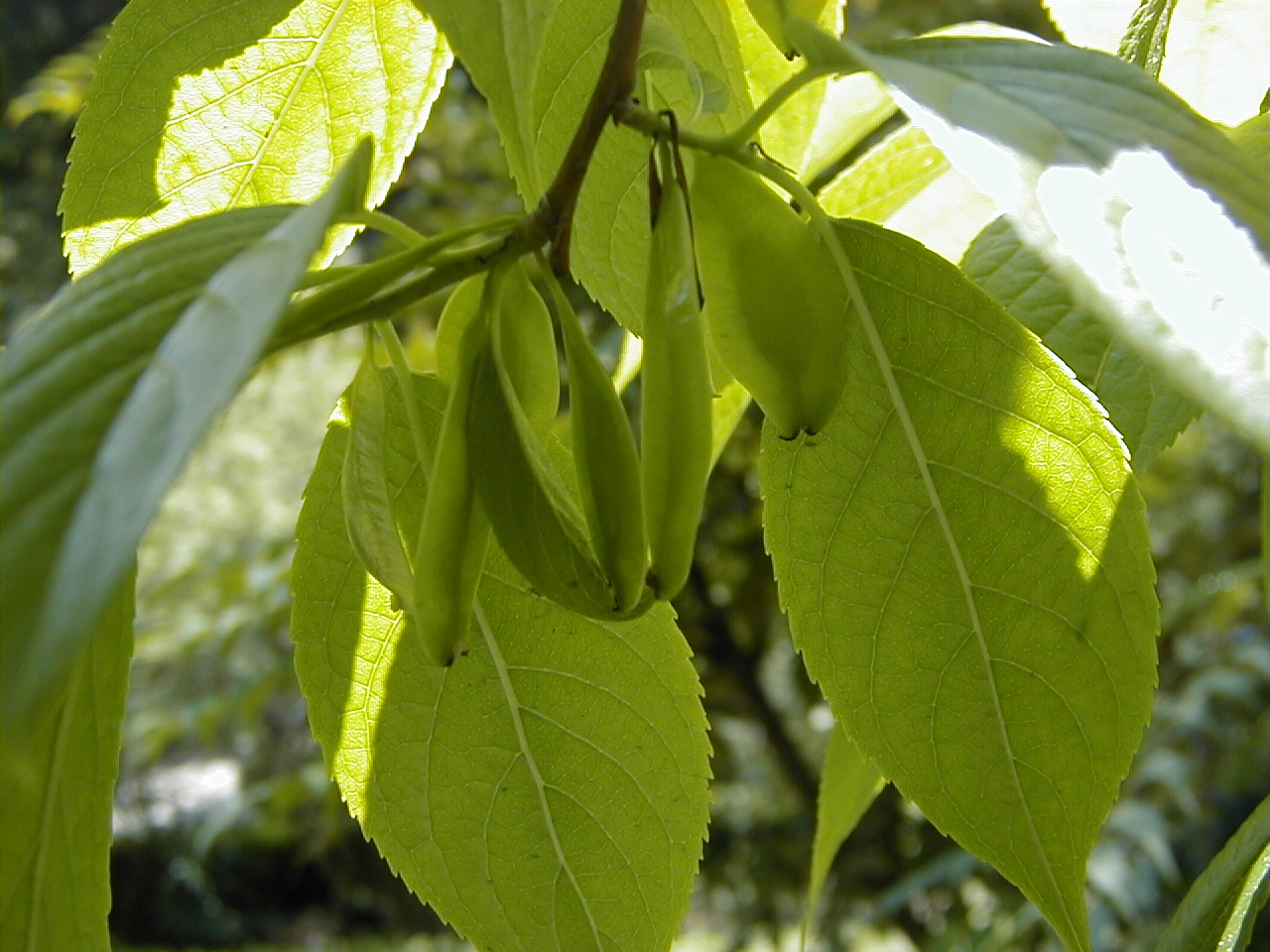
plodící gumojilm jilmový (Eucommia ulmoides)
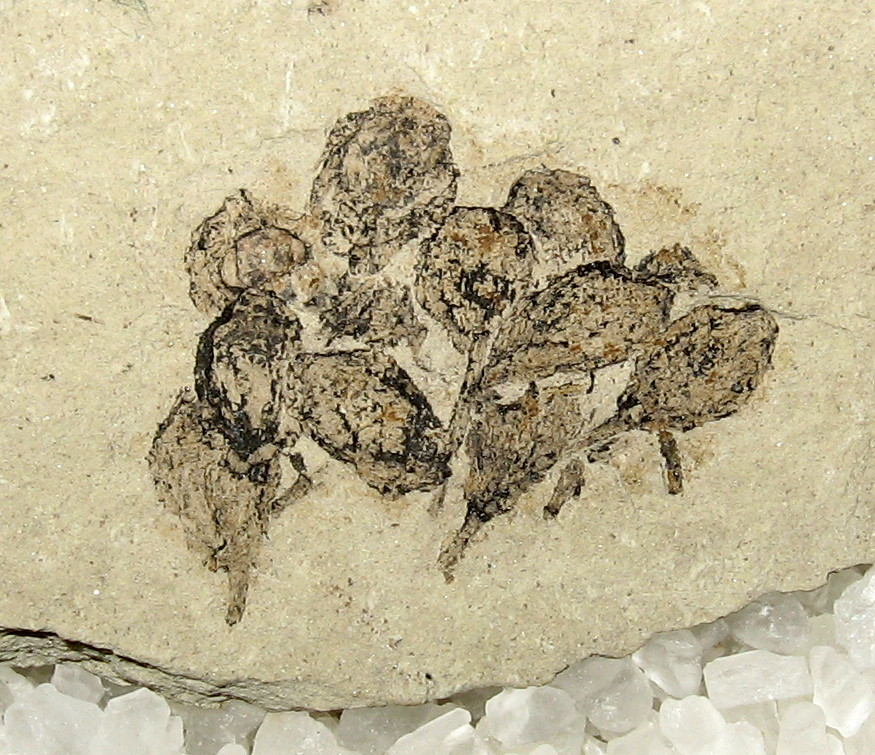
fosilní plody gumojilmu Eucommia montana
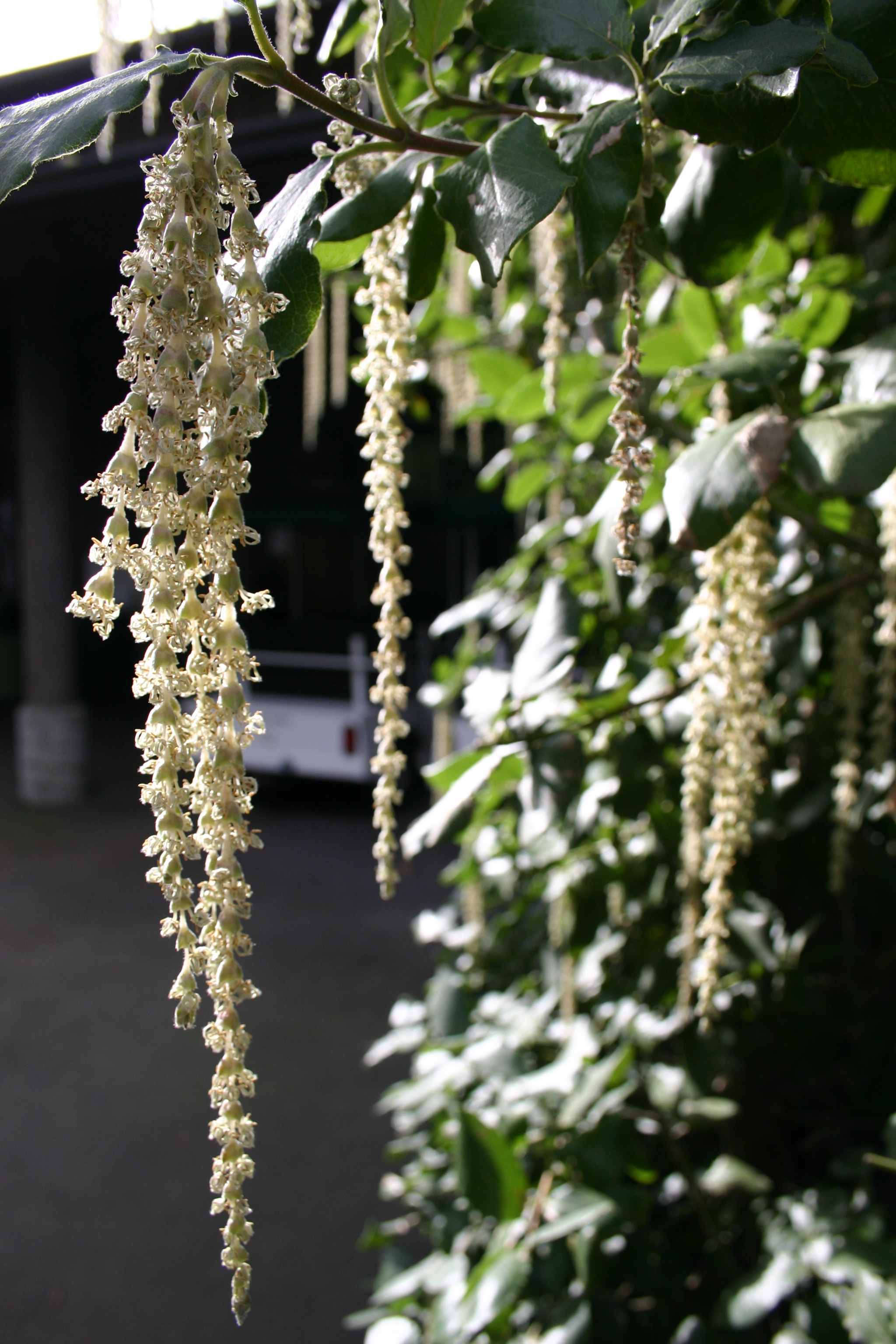
Garrya sp.

## Taxonomie
Podle současných molekulárních výzkumů stojí tento řád na bázi skupiny vyšších dvouděložných rostlin označované jako 'Asterids I'. V předchozích systémech nebyly 3 rody tohoto řádu řazeny do těsné blízkosti, např. Tachtadžjan je řadí nejen do samostatných čeledí, ale i do samostatných řádů.

## Využití
Některé druhy jsou pěstovány v mírném nebo subtropickém klimatu jako okrasné dřeviny.

## Přehled čeledí
- gumojilmovité (Eucommiaceae)
- garyovité (Garryaceae)[3]